# Psilotreta frigidaria
Psilotreta frigidaria är en nattsländeart som beskrevs av Wolfram Mey 1997. Psilotreta frigidaria ingår i släktet Psilotreta och familjen böjrörsnattsländor. Inga underarter finns listade i Catalogue of Life.